# Gastone Novelli
Gastone Novelli (Viena, 1 de agosto de 1925 – Milão, 22 de dezembro de 1968) foi um pintor italiano. Artista da corrente informal, participou em vários setores da vanguarda nos anos 60.

## Biografia
Depois de ser preso, torturado e condenado a morte por ter participado da Resistência Italiana em 1943 - Novelli tinha apenas dezoito anos de idade - o pintor mudara-se para Florença (1945) onde estudou Ciências Políticas. Seu trabalho como artista só começou em 1948, depois de sua primeira viagem ao Brasil. Dois anos depois (1950), ele retorna a sua terra natal e realiza seu trabalho solo no Teatro Sistina em Roma, exibindo uma série de pinturas com teor expressionista. No mesmo ano volta ao Brasil para residir no país por quatro anos. Sua arte toma o campo da produção de cerâmica, participando da 1ª e 2ª Bienal de São Paulo. Por meio de sua amizade com Emilio Villa, em 1955, Novelli se instala em Roma e se envolve no ambiente cultural da cidade. Nesta época conhece Achille Perilli, artista que fechará uma parceria que durará muitos anos, e passa a experimentar pinturas por pulverização e fotografia direta. 
Novelli passa a viajar para os Estados Unidos da América, Grécia, Turquia e outros países para expor suas obras pessoais.